# Umberto Mozzato
Umberto Mozzato (Bologna, 28 agosto 1879 – Torino, 6 novembre 1947) è stato un attore e regista italiano.

## Biografia
Fu principalmente attore teatrale e iniziò la propria carriera negli anni novanta del diciannovesimo secolo presso le maggiori compagnie teatrali, come quella di Ermete Zacconi, del quale fu allievo.
Diversi anni più tardi, Mozzato costituì una propria compagnia, la Compagnia Umberto Mozzato, con la quale si rese celebre con la recitazione de Il dramma di Cristo, che ripeté più volte in diverse tournée. Famosa pure la sua interpretazione de La santa primavera di Sem Benelli.
Nel 1902 fu tra i fondatori, assieme a Domenico Gismano, Giuseppe Pradeaux e Paolo Cantinelli, di un'associazione denominata Lega per il Miglioramento fra Artisti Drammatici.
Nel 1908 esordì nel cinema con Gli ultimi giorni di Pompei, ma la sua più famosa interpretazione cinematografica fu quella nel film Cabiria del 1914. In ambito cinematografico, Mozzato lavorò in particolare nelle maggiori case cinematografiche torinesi, come la Ambrosio Film, la Itala Film, la Pasquali Film e la piccola Navone Film (dove fu interprete di alcune comiche nei panni del personaggio Ravioli).  Sua ultima apparizione nel film Cercasi bionda bella presenza del 1942.
Nel 1931 divenne direttore artistico della compagnia teatrale La Stabile di Torino dell'impresario Umberto Fiandra.
Dal 1934 fino al secondo dopoguerra, fu attore alla Compagnia di prosa dell'EIAR di Torino, dove esordì con la rivista radiofonica a puntate I Quattro Moschettieri nel ruolo di Porthos.
Fu il nonno dell'attore e doppiatore Norman Mozzato.

## Prosa radiofonica
- I Quattro Moschettieri, rivista radiofonica di Angelo Nizza e Riccardo Morbelli, regia di Riccardo Massucci, trasmessa dal 18 ottobre 1934 al 4 luglio 1935[2]

## Filmografia parziale

### Attore
- Gli ultimi giorni di Pompei, regia di Arturo Ambrosio e Luigi Maggi (1908)
- Cabiria, regia di Giovanni Pastrone (1914)
- Il fornaretto di Venezia, regia di Luigi Maggi (1914)
- Il genio della guerra, regia di Riccardo Tolentino (1914)
- La Gioconda, regia di Eleuterio Rodolfi (1916)
- L'apostolo, regia di Gero Zambuto (1916)
- La fiaccola sotto il moggio, regia di Eleuterio Rodolfi (1916)
- Il cenciaiuolo di Parigi, regia di Giovanni Enrico Vidali (1917)
- Fuga in re maggiore, regia di Paolo Trinchera (1919)
- L'uomo che vide la morte, regia di Luigi Romano Borgnetto (1920)
- La denunzia, regia di Pier Nicola Gallesio (1924)
- I martiri d'Italia, regia di Domenico Gaido (1927)
- La sonnambula, regia di Piero Ballerini (1941)
- Cercasi bionda bella presenza, regia di Pina Renzi (1942)

### Regista
- Serie comica Ravioli (1910) - regia e interpretazione
- I borghesi di Pontarcy (1920) - regia e interpretazione
- L'oro degli Aztechi (1920) - co-regia con Émile Vardannes e interpretazione
- La trentesima perla (1920) - regia e interpretazione
- L'altra onestà (1920) - regia e interpretazione
- Il povero Piero (1921) - regia e interpretazione